# 伯尼斯·鲁宾斯
伯尼斯·鲁宾斯（英語：Bernice Rubens，1923年7月26日—2004年10月13日） 是一位威尔士小说家。  1970年，她成为第一位获得布克奖的女性，也是第一位獲得布克奖的威尔士作家。 她有一部小說被改編成琴韻動我心。
她的父亲是一名立陶宛猶太人，她父親原本準備從欧洲大陆移民至纽约，但由於被票販子欺騙，未能抵達美国，而是來到加的夫。 最終她父親留在威爾斯，並在當地結婚。